# Jarosław Zabłocki
Jarosław Zabłocki (ur. 3 maja 1918 w Mińsku, zm. 25 stycznia 1998 w Braniewie) – polski nauczyciel, pionier oświaty w powojennym Braniewie, organizator i pierwszy kierownik Szkoły Podstawowej nr 2.

## Życiorys

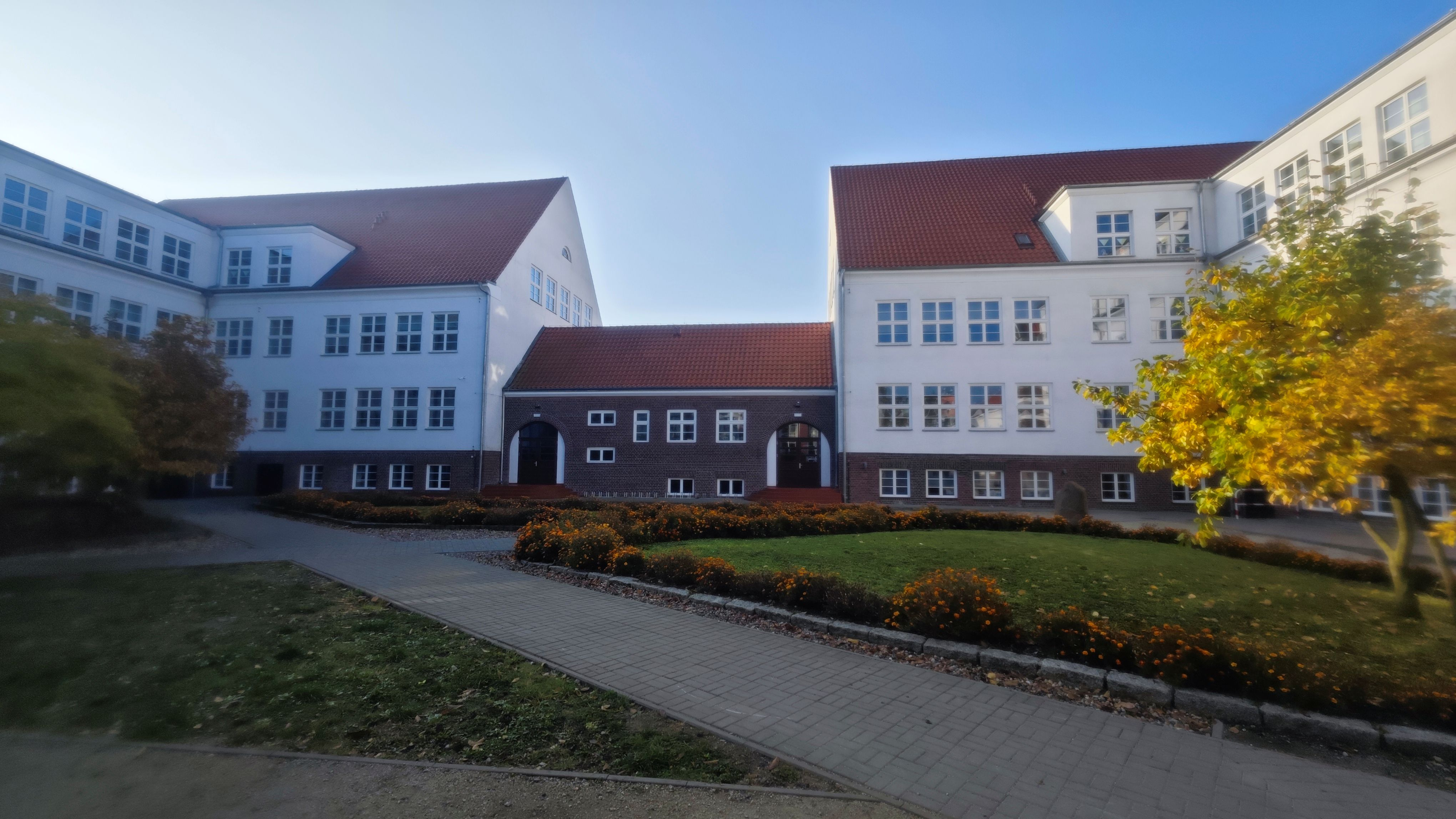
Rozdzielone przez Zabłockiego szkoły SP nr 1 po lewej i nr 2 po prawej

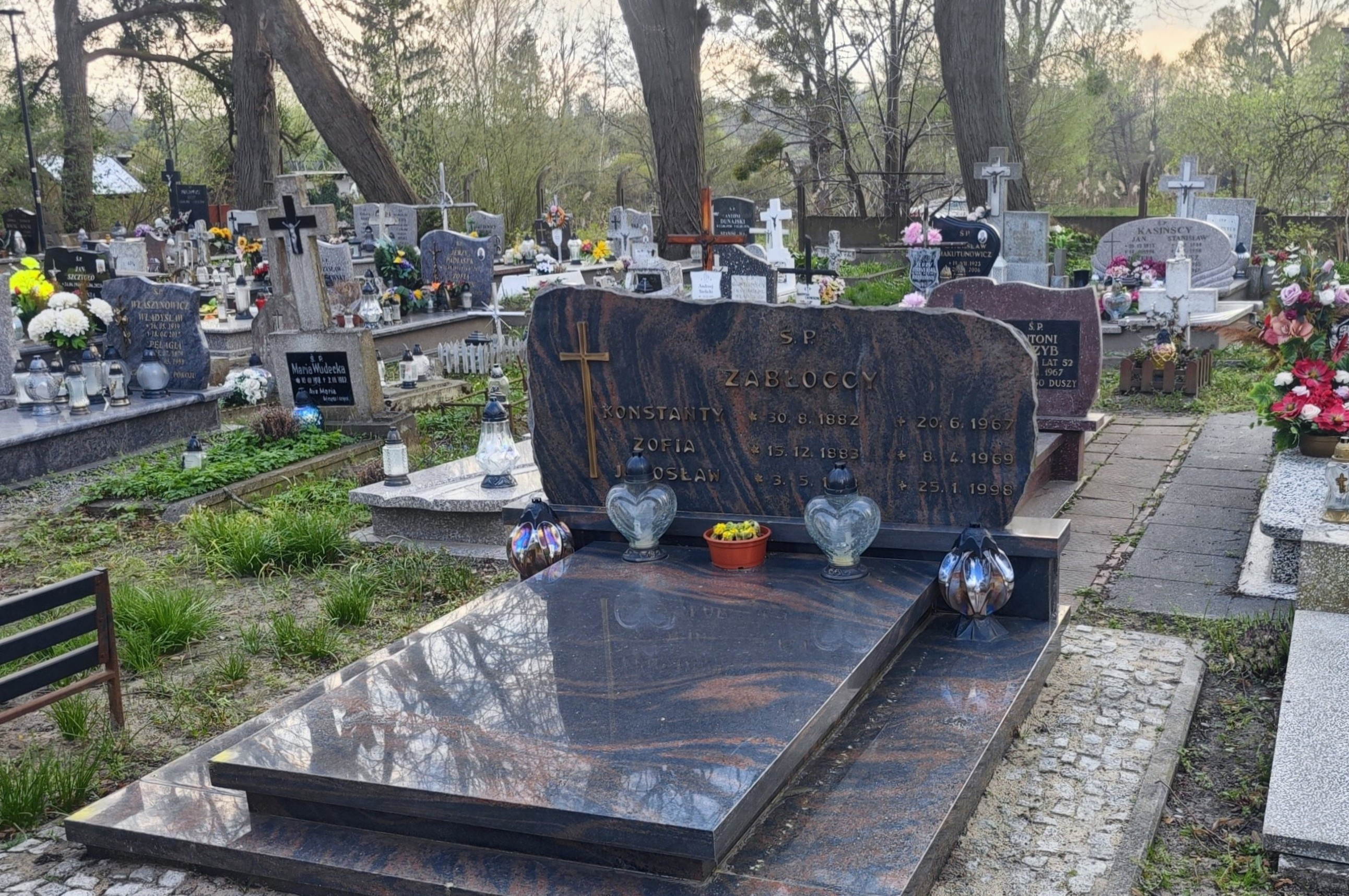
Grób na cmentarzu przy ul. Olsztyńskiej

Urodził się 3 maja 1918 w Mińsku Litewskim (tak wówczas określano Mińsk na Białorusi w odróżnieniu do Mińska Mazowieckiego) w rodzinie Konstantego i Zofii. Miał dwójkę starszego rodzeństwa – brata i siostrę, oboje zginęli podczas II wojny światowej. Ojciec posiadał małe dobra ziemskie w Troniszkach (powiat Święciany) oraz w Daczyszkach. Prowadził tam nie najlepiej prosperujące gospodarstwo rolne, ponadto zajmował się polską działalnością patriotyczną.
Za to, że po I wojnie światowej ojciec zbierał podpisy za przyłączeniem tych ziem do Polski, litewska policja osadziła go w obozie w Worniach na Żmudzi, gdzie spędził 2 lata. Było to już po pokoju wersalskim i choć do granicy z Polską dzieliły Troniszki tylko 4 kilometry, granica ta pozostała niezmienialna. Później również spotykały ojca z tego powodu prześladowania, które trwały aż do przesiedlenia rodziny Zabłockich do Polski w 1946 roku.
Gdy Jarosław skończył 7 lat, rozpoczął naukę w trzyoddziałowej (trzyletniej) litewskiej szkole w Żejmach, gdyż polskiej szkoły w pobliżu nie było. W latach 1930–1933 kształcił się w gimnazjum w Kownie, w szkole, w której wcześniej nauczał i przez 2 lata również zamieszkiwał Adam Mickiewicz. Następnie ukończył czteroklasowe litewskie progimnazjum w Malatach. W roku 1936 rozpoczął dalszą naukę w Polskim Prywatnym Gimnazjum w Wikomierzu, które ukończył w 1940 roku. Aby uniknąć wywózki przez Sowietów na Syberię, w czasie wojny ukrywał się u swego wujka w Wilnie.
W 1944 przez 3 miesiące pracował w komisji repatriacyjnej. Pod koniec sierpnia 1945 sam postanowił repatriować się do Polski. Dotarł do Gorzowa Wielkopolskiego. Zatrudnił się jako nauczyciel w Publicznej Szkole Powszechnej w Lipkach Wielkich w powiecie gorzowskim, gdzie pracował przez 3 lata. Kwalifikacje nauczycielskie zdobył w Państwowym Pedagogium w Poznaniu, uzyskując w 1947 maturę pedagogiczną. Po wielu staraniach w 1946 ściągnął z Litwy do Lipek również żonę z dziećmi.
Ponieważ jego rodzice zostali repatriowani z Litwy do Braniewa na Warmii, Jarosław Zabłocki również postanowił przenieść się z rodziną na tzw. Ziemie Odzyskane – w 1948 rodzina przeprowadziła się do nieodległej od Braniewa Płoskini. W Płoskini został mianowany kierownikiem szkoły. W 1951 został przeniesiony na stanowisko kierownika dużo większej Publicznej Szkoły Podstawowej w Braniewie, wówczas jedynej szkoły podstawowej w mieście. Od 1 września 1952 dokonał rozdzielenia rozrastającej się szkoły podstawowej na dwie: szkołę nr 1 i szkołę nr 2. Sam przeniósł się do nowej szkoły nr 2, pracując w niej przez następne 26 lat, najpierw jako jej kierownik, po zmianie nazwy – dyrektor. Jednocześnie zajmował się nauczaniem w szkole, nauczał matematyki, geografii i języka rosyjskiego. W tym czasie uzupełniał wykształcenie. Najpierw zdobył dyplom Studium Nauczycielskiego w Olsztynie na kierunku matematyczno-fizycznym, w 1962 ukończył Wyższą Szkołę Pedagogiczną w Gdańsku, uzyskując na podstawie pracy Proces adaptacji i integracji społecznej mieszkańców Braniewa ze szczególnym uwzględnieniem wpływu szkoły tytuł magistra.
W 1978, gdy skończył 60 lat, został przeniesiony na emeryturę. Przez kolejne 10 lat pracował jeszcze na pół etatu w miejscowym Liceum Ogólnokształcącym im. Feliksa Nowowiejskiego, to dało w sumie 42 lata pracy w zawodzie nauczycielskim.
Jego pasją stało się również obserwowanie i opisywanie społeczeństwa na Kowieńszczyźnie, Wileńszczyźnie, później ziemi braniewskiej. Artykuły publikował w latach 90. na łamach lokalnej prasy braniewskiej. Tuż przed śmiercią, w 1997, przygotował publikację opisującą folklor i zwyczaje Wileńszczyzny, utrwalając w niej gwarę, którą posługiwali się mieszkańcy polskich wsi z okolic Wilna na Litwie. Książka pt. Ocalić od zapomnienia została wydana posthum w roku 2011. Prócz działalności publicystycznej zajmował się także malarstwem i rzeźbą.
Do końca życia mieszkał w Braniewie przy ul. Żeromskiego 4. Zmarł 25 stycznia 1998. Pochowany został 27 stycznia na cmentarzu przy ul. Olsztyńskiej w Braniewie w grobie rodzinnym.

## Życie prywatne
Był żonaty z Franciszką. Rodzina miała dzieci.

## Odznaczenia
Został odznaczony między innymi Medalem 10-lecia Polski Ludowej, Krzyżem Zasługi, Krzyżem Kawalerskim Orderu Odrodzenia Polski.